# 根岸村 (新潟県)
根岸村（ねぎしむら）は、かつて新潟県中蒲原郡にあった村。1955年3月31日の新設合併によって消滅し、現在は新潟市南区の一部となっている。
以下の記述は合併直前当時の旧根岸村に関しての記述であり、現在では名称等が異なる場合がある。なお、ここに記述されていない内容に関しては新潟市などの記事を参照。

## 沿革
- 1889年（明治22年）4月1日 - 町村制施行に伴い中蒲原郡山崎興野村、上高井村、中高井村、北田中村、下山崎村、夏保新田、高井興野村、松橋村、上塩俵新田、中塩俵新田、下塩俵新田が合併し、根岸村が発足。
- 1955年（昭和30年）3月31日 - 中蒲原郡白根町、新飯田村、庄瀬村、臼井村、大郷村、鷲巻村、小林村、茨曽根村と合併し、白根町を新設して消滅。

## 地域
根岸村は、合併した村名を継承する以下の大字で構成される。
山崎興野（やまざきこうや）
1889年（明治22年）まであった山崎興野村の区域。現在の新潟市南区山崎興野。
北田中（きたたなか）
1889年（明治22年）まであった北田中村の区域。現在の新潟市南区北田中。
下山崎（しもやまざき）

1889年（明治22年）まであった下山崎村の区域。現在の新潟市南区下山崎。
高井興野（たかいこうや）
1889年（明治22年）まであった高井興野村の区域。現在の新潟市南区高井興野。
松橋（まつはし）
1889年（明治22年）まであった松橋村の区域。現在の新潟市南区松橋。
上塩俵（かみしおだわら）

1889年（明治22年）まであった上塩俵新田の区域。現在の新潟市南区上塩俵。
中塩俵（なかしおだわら）

1889年（明治22年）まであった中塩俵新田の区域。現在の新潟市南区中塩俵。
下塩俵（しもしおだわら）

1889年（明治22年）まであった下塩俵新田の区域。現在の新潟市南区下塩俵。
夏保新田（なつほしんでん）
1889年（明治22年）まであった夏保新田の区域。現在の新潟市南区根岸。
上高井（かみたかい）
1889年（明治22年）まであった上高井村の区域。現在の新潟市南区根岸。
中高井（なかたかい）
1889年（明治22年）まであった中高井村の区域。現在の新潟市南区根岸。

## 学校

### 小学校
- 根岸村立高井小学校
- 根岸村立松橋小学校

### 中学校
- 根岸村立根岸中学校